# 부산 도시철도 3호선
부산 도시철도 3호선(釜山 都市鐵道 三號線)은 대한민국 부산광역시 수영구 광안동에 있는 수영역과 강서구 대저동에 있는 대저역을 잇는 부산 도시철도 노선이다. 고유색은 밝은 황갈색(●)이며, 서울의 8호선과 마찬가지로 부산 도시철도 노선 중 거리가 가장 짧은 노선이다. 
종래 시행된 부산 도시철도 건설 조례에 의하면 아시아드선이 병기됐으나, 조례의 폐지로 아시아드선이라는 노선명은 삭제됐다. 당초 2002년 FIFA 월드컵, 2002년 아시안 게임을 대비하기 위한 목적도 있었으나, IMF 경제 위기로 인해 예산 부족 등 재원 확보 문제로 대회가 끝난지 3년 후에야 개통했다. 통행방향은 어디서든 우측통행이다.

## 역사
- 1995년 - 3호선의 최초 노선 기본계획 수립
- 1997년 11월 25일 - 1단계 대저~수영 구간 착공
- 2003년 12월 3일 - 2단계 (반송선) 미남(광혜병원)~안평 구간 착공
- 2005년 1월 17일 - 부산 도시철도 3호선 개통 이후에 투입될 최초 국산전동차 투입
- 2005년 11월 20~27일 - 개통 전 무료시승 행사 진행
- 2005년 11월 28일 - 1단계 대저~수영 구간 개통 및 덕천역, 수영역 환승 개통(부산 도시철도 2호선), 연산역 환승 개통(부산 도시철도 1호선)
- 2009년 11월 11일 - 서류상 반송선을 4호선으로 정식 분리
- 2010년 2월 24일 - 연산동역을 연산역으로 역명 변경
- 2011년 3월 30일 - 미남역 환승 개통(부산 도시철도 4호선)
- 2011년 9월 16일 - 대저역 환승 개통(부산-김해 경전철)
- 2016년 12월 30일 - 거제역 환승 개통(동해선 광역전철)

## 개요
부산 도시철도 3호선은 계획 당시, 미남역~안평역의 노선은 경전철이지만 부산 지하철 3호선 2단계로 구분되어 있었다. 하지만 2009년 11월, 부산 도시철도 4호선으로 최종 확정되어 노선이 완전히 분리되었다.
부산광역시를 수직·수평으로 연결하는 1호선과 2호선 사이를 수평으로 연결하면서 우물 정(井)자로 연결하며, 2호선과 연계되어 준순환선 구실을 하는 노선이다. 수영구 수영역에서 강서구 대저역을 연결한다. 주로 산을 깊은 심도로 통과해 만덕역·배산역 등은 깊은 심도에 건설되었다.

## 차량
3호선은 부산교통공사 3000호대 전동차를 운용하고 있다. 스테인레스 외장에 밝은 갈색 띠가 둘러진 외형을 가지고 있으며, 한국형 표준전동차를 기반으로 제작되었다.
- 부산교통공사 3000호대 전동차

전동차 수량: 4량 1편성 운행 중이고 6량 1편성으로 증결이 가능하다 - 20편성·80량

## 노선
3호선은 주로 언덕 아래를 통과하므로, 역사가 대개 깊은 편이다. 특히 만덕역과 배산역 등의 경우 지하 수 층을 내려가야 승강장에 닿는다. 구포역은 한국철도공사 구포역과 육교로 연결되어 있다. 수영역~덕천역 구간은 지하에, 구포역~대저역 구간은 지상에 건설되었다.
역 번호는 기점인 수영역의 301번으로 시작하여 종점인 대저역의 317번까지 순서대로 1씩 늘어나는 형식이다. 하행(대저 방향)은 갈수록 역 번호가 늘어나며, 반대로 상행(수영 방향)은 갈수록 역 번호가 줄어든다.
3호선 열차는 모두 수영행(상행)과 대저행(하행)이 운행한다. 막차 시간에 중간에 종착하는 열차는 없다. 기점인 수영역과 중간의 덕천역에서 2호선, 미남역에서 4호선, 거제역에서 동해선, 연산역에서 1호선, 종점인 대저역에서 부산-김해 경전철과 환승이 가능하다.
가덕도와 밀양 둘 중 한 곳에 건설될 예정이었던 동남권 신공항이 김해국제공항 확장이라는 제3의 길로 가게 되면서 부산광역시가 내놓은 여러 교통 인프라 확장 대안들 중 하나로, 3호선을 대저역에서 김해공항으로 연장하는 방안이다. 김해경전철과 환승 연결할지는 아직 확정되지 않았으며, 김해공항에서 명지동으로 더 연장하고, 하단역에서 녹산동까지 연장될 5호선과 환승 연결하여 더 큰 효과를 낼 계획도 세우고 있다. 따라서 이 계획이 성사될 시 노면전차로 건설될 예정이었던 강서선은 경로가 비슷하여 폐기될 가능성이 높다.

## 역 목록
| 역 번호 | 역명                   | 로마자 역명                                                      | 일본어 역명  | 중국어(간체) 역명 | 접속 노선             | 역간 거리 | 영업 거리 | 소재지     | 소재지 |
| ------- | ---------------------- | ---------------------------------------------------------------- | ------------ | ----------------- | --------------------- | --------- | --------- | ---------- | ------ |
| 301     | 수영                   | Suyeong                                                          | 水営         | 水营              | ● 부산 도시철도 2호선 | -         | 0.0       | 부산광역시 | 수영구 |
| 302     | 망미(병무청)           | Mangmi                                                           | 望美         | 望美              |                       | 1.0       | 1.0       | 부산광역시 | 수영구 |
| 303     | 배산                   | Baesan                                                           | 盃山         | 杯山              |                       | 1.2       | 2.2       | 부산광역시 | 연제구 |
| 304     | 물만골                 | Mulmangol                                                        | ムルマンゴル | 水满谷            |                       | 1.1       | 3.3       | 부산광역시 | 연제구 |
| 305     | 연산                   | Yeonsan                                                          | 蓮山         | 莲山              | ● 부산 도시철도 1호선 | 1.1       | 4.4       | 부산광역시 | 연제구 |
| 306     | 거제(법원·검찰청)      | Geoje                                                            | 巨堤         | 巨堤              | ● 동해선 광역전철     | 0.7       | 5.1       | 부산광역시 | 연제구 |
| 307     | 종합운동장(부산의료원) | Sports Complex                                                   | 総合運動場   | 综合运动场        |                       | 0.7       | 5.8       | 부산광역시 | 연제구 |
| 308     | 사직                   | Sajik                                                            | 社稷         | 社稷              |                       | 0.8       | 6.6       | 부산광역시 | 동래구 |
| 309     | 미남(광혜병원)         | Minam(Gwanghye Hospital)                                         | 美南         | 美南              | ● 부산 도시철도 4호선 | 0.8       | 7.4       | 부산광역시 | 동래구 |
| 310     | 만덕                   | Mandeok                                                          | 万徳         | 万德              |                       | 3.3       | 10.7      | 부산광역시 | 북구   |
| 311     | 남산정(부산폴리텍대학) | Namsanjeong(Busan Polytech Daehaq)                               | 南山亭       | 南山亭            |                       | 1.1       | 11.8      | 부산광역시 | 북구   |
| 312     | 숙등                   | Sukdeung                                                         | 淑嶝         | 淑嶝              |                       | 1.0       | 12.8      | 부산광역시 | 북구   |
| 313     | 덕천(MG새마을금고)     | Deokcheon(MG Korean Federation of Community Credit Cooperatives) | 徳川         | 德川              | ● 부산 도시철도 2호선 | 0.7       | 13.5      | 부산광역시 | 북구   |
| 314     | 구포                   | Gupo                                                             | 亀浦         | 龟浦              | 경부선                | 1.1       | 14.6      | 부산광역시 | 북구   |
| 315     | 강서구청               | Gangseo-gu Office                                                | 江西区庁     | 江西区厅          |                       | 1.6       | 16.2      | 부산광역시 | 강서구 |
| 316     | 체육공원               | Sports Park                                                      | 体育公園     | 体育公园          |                       | 1.1       | 17.3      | 부산광역시 | 강서구 |
| 317     | 대저                   | Daejeo                                                           | 大渚         | 大渚              | ● 부산-김해 경전철    | 0.8       | 18.1      | 부산광역시 | 강서구 |

## 사진

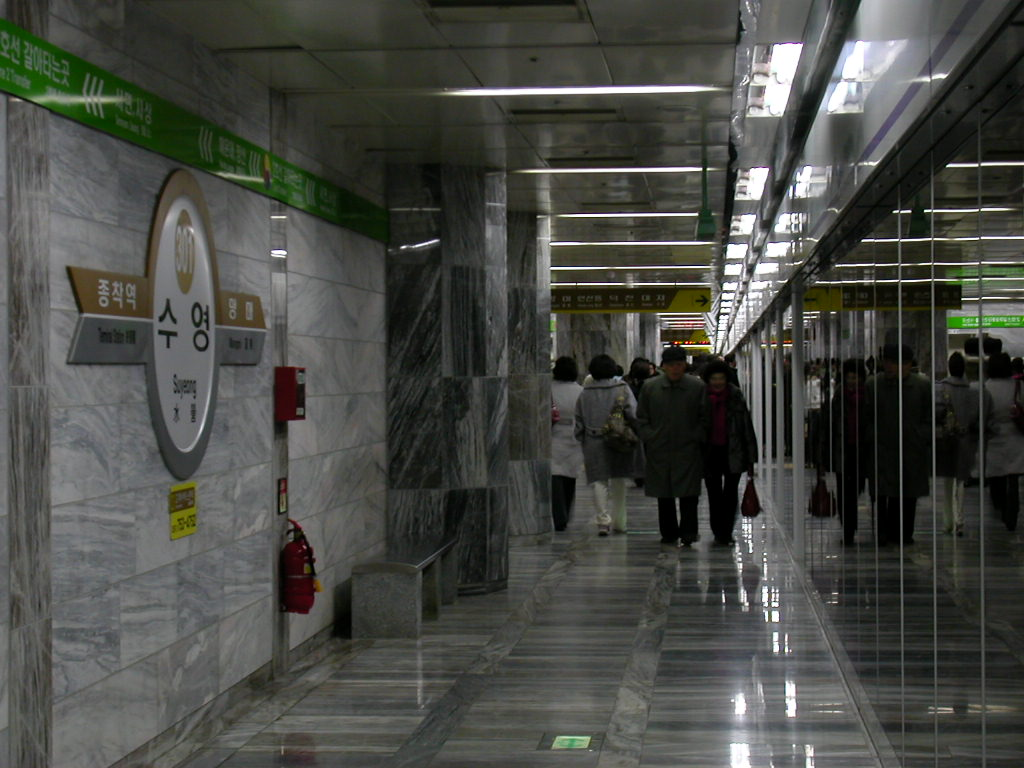
3호선 수영역 대저 방면 승강장
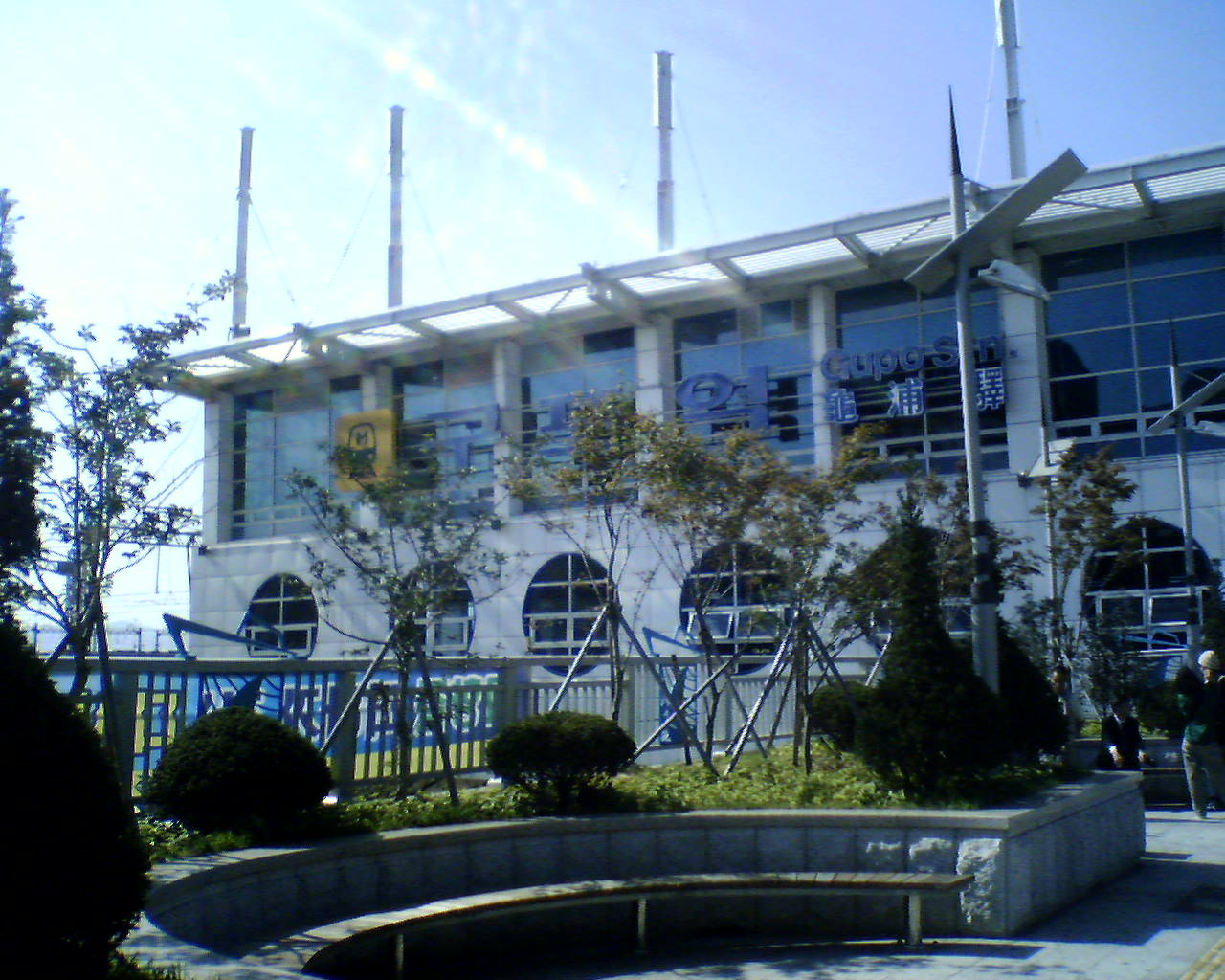
3호선 구포역 전경